# Ring of Honor
Ring of Honor er en amerikansk wrestlingorganisation, der blev opstartet i 2002 af Rob Feinstein. I ROH kæmpes der bl.a. om ROH World Championship og ROH World Tag Team Championship. 
Ring of Honor afholder adskillige shows om måneden typisk på den amerikanske østkyst, men har også afholdt shows på vestkysten, i Storbritannien og Japan. Ring of Honor optager og sælger alle deres shows på dvd. Dvd'erne kan bestilles som postordre eller online, og organisationen har derved skabt en loyal fanskare, både i USA og internationalt. 
Ring of Honor bliver nævnt i filmen The Wrestler fra 2008, hvor wrestlingorganisationen promoverer den sidste kamp mellem Randy "The Ram" Robinson (spillet af skuespilleren Mickey Rourke) og The Ayatollah (spillet af den tidligere wrestler Ernest Miller).